# Мется-Рекиярви
Ме́тся-Ре́кия́рви (Мется-Реки-ярви; фин. Metsä Rekijärvi) — озеро на территории Харлуского сельского поселения Питкярантского района Республики Карелия.

## Общие сведения
Площадь озера — 0,5 км², площадь водосборного бассейна — 3,1 км². Располагается на высоте 73,4 метров над уровнем моря.
Форма озера немного продолговатая: вытянуто с северо-запада на юго-восток. Берега преимущественно заболоченные.
С юго-восточной стороны озера вытекает ручей Каттилаоя (в нижнем течении Суйстамонйоки), втекающий в озеро Кулисмаярви.
Населённые пункты возле озера отсутствуют. Ближайший — посёлок при станции Суйстамо — расположен в 1 км к юго-востоку от озера.
Название озера переводится с финского языка как «лесное санное озеро».
Код объекта в государственном водном реестре — 01040300211102000013681.